# Pabradė
Pabradė (ryska: Пабраде) är en ort i Litauen.   Den ligger i Vilnius län, i den östra delen av landet, 40 km nordost om huvudstaden Vilnius. Pabradė ligger 125 meter över havet och antalet invånare är 6 375.
Terrängen runt Pabradė är huvudsakligen platt. Pabradė ligger nere i en dal. Runt Pabradė är det glesbefolkat, med 19 invånare per kvadratkilometer. Pabradė är det största samhället i trakten. I omgivningarna runt Pabradė växer i huvudsak blandskog.